# تایم اوت (مجله)
تایم اوت (انگلیسی: Time Out) یک مجله جهانی است که توسط تایم اوت گروپ منتشر می‌شود. این مجله در سال ۱۹۶۸ به عنوان انتشارات در لندن آغاز به فعالیت کرد و به مرور در ۵۸ کشور جهان گسترش یافت.